# Abbazia di Santa Maria del Bosco
L'abbazia di Santa Maria del Bosco di Calatamauro è un antico complesso monastico sito nel comune di Contessa Entellina, da cui dista 3 km circa, cittadina della città metropolitana di Palermo. Si trova immersa nella Riserva naturale orientata Monte Genuardo e Santa Maria del Bosco.

## Storia

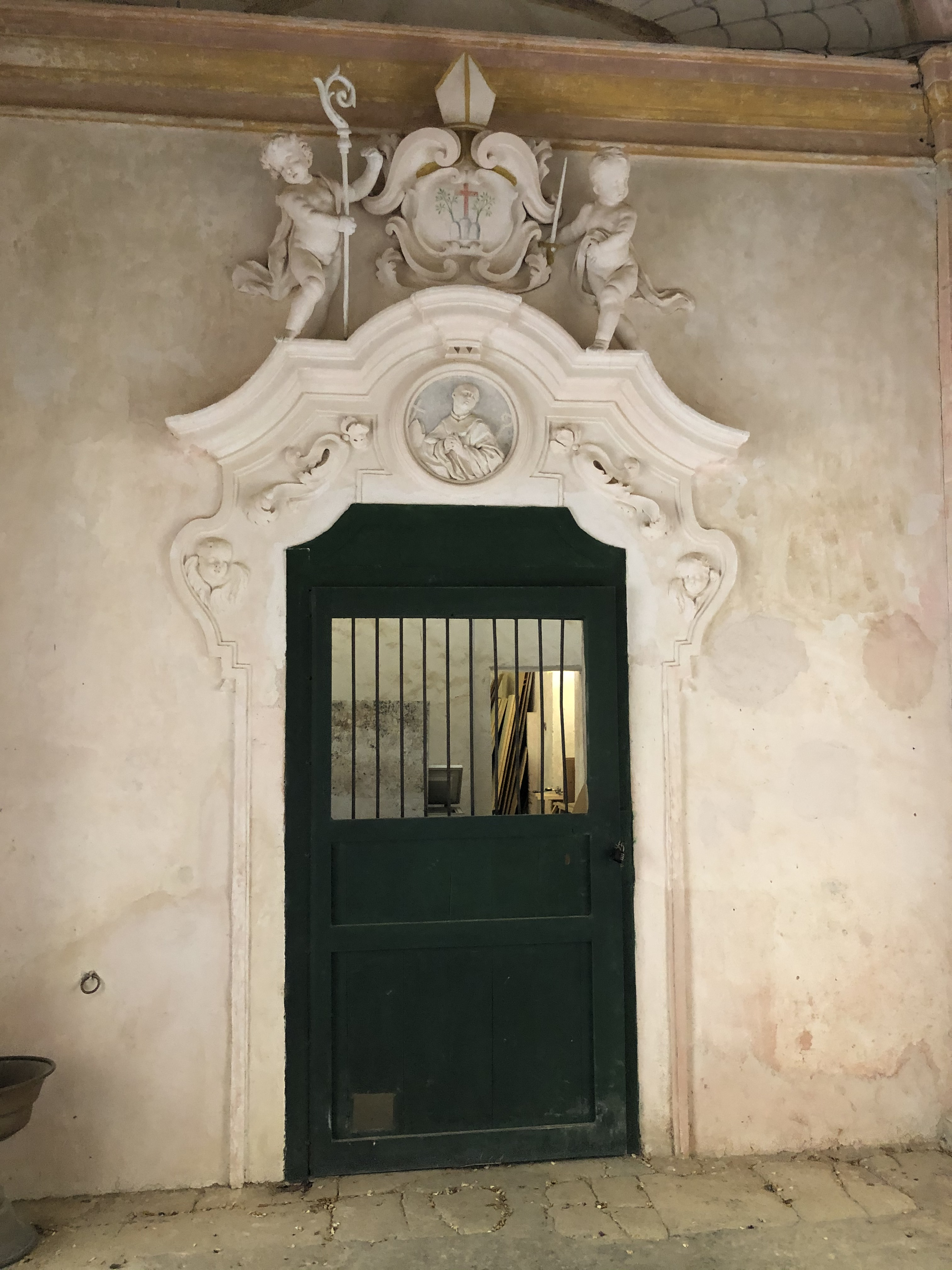
Porta interna

Alla fine del XIII secolo dodici frati eremiti costituirono il primo romitorio presso il bosco di Calatamauro. Il 21 giugno 1308 il romitorio ottiene l'autorizzazione ecclesiastica del Vescovo di Agrigento, Bertoldo de Labro, che il 20 luglio successivo, visita l'eremo e concede un'indulgenza di 40 giorni agli eremiti e a coloro che visiteranno la Chiesa. Il 22 luglio 1309 avviene la consacrazione della Chiesa, decorata col titolo di Basilica, con la presenza delle reliquie di San Gerlando e di San Gregorio. Gli eremiti abbracciano la Regola di San Benedetto.
Il 10 novembre 1310 Fra Fazio, sacerdote e superiore degli altri eremiti, giura fedeltà e professa i voti religiosi nelle mani del Vescovo di Agrigento, in quei giorni a Giuliana (PA) per una sacra visita.
Il 25 giugno 1370 Papa Urbano V eleva Santa Maria del Bosco a Priorato. Il 10 dicembre 1371 Papa Gregorio XI stabilisce con breve pontificio che alcuni monaci di Santa Maria del Bosco si trasferiscano nel monastero di Monreale per far rifiorire la vita monastica, dopo il flagello della peste.
Il 28 luglio 1400 Papa Bonifacio IX eleva il monastero ad Abbazia, soggetta immediatamente alla Santa Sede, dotandola di vari privilegi.
Nel 1433 il Re Alfonso V d'Aragona, detto il Magnanimo, concede all'Abbazia la completa esenzione fiscale. Nel 1469 viene eletto abate Placido de Castagneda, giulianese di padre spagnolo, che favorì l'unione dell'Abbazia di Santa Maria del Bosco alla Congregazione di Monte Oliveto (Siena), fondata da San Bernardo Tolomei. Nel 1491 Papa Innocenzo VIII incorpora Santa Maria del Bosco alla Congregazione benedettina olivetana (benedettini bianchi). Fra Michele da Volterra con nove monaci viene inviato per attuare la riforma dall'Abate generale della Congregazione. È sul finire del XV sec. che viene realizzata per il monastero la terracotta raffigurante la Madonna del Bosco, opera attribuita a Andrea della Robbia, oggi custodita presso il Museo diocesano di Monreale.
Nel 1582 il monaco olivetano Fra Olimpio da Giuliana scrive le "Memorie Antiche del M.ro di S.M.a del Bosco", che furono riviste e postillate da Torquato Tasso. Il manoscritto è oggi custodito presso la Biblioteca Nazionale di Napoli

## Architettura
La grande Chiesa abbaziale inizia a costruirsi tra il 1583 e il 1588, quando vengono gettate le fondamenta di circa 4 metri per lato, per sorreggere la volta reale di circa 10 metri, che ancora oggi si contempla all'interno della cripta.
Nel 1593 l'abate Protasio da Corleone inizia la costruzione del monastero, che viene completato nel 1646. Al progetto e alla sua esecuzione parteciperanno i migliori architetti del panorama italiano dell'epoca come Antonio Muttone, seguito dall'esimio intagliatore siciliano fra Paolo Busacca della Ficarra, del quale è la firma nella parte alta della serliana del lato meridionale del primo chiostro.

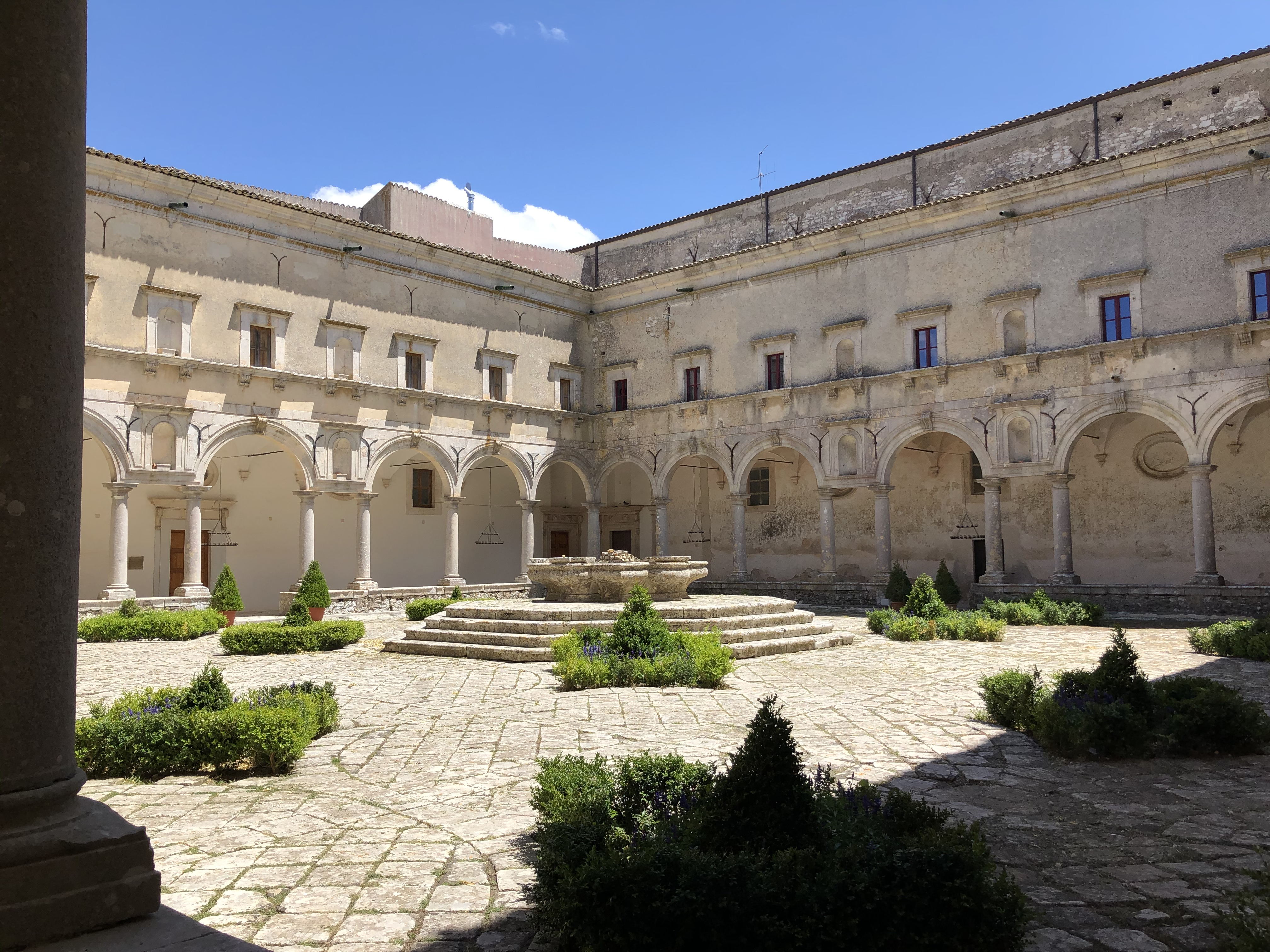
Il chiostro

L'abbazia si compone di due chiostri: il primo rinascimentale quadrato e pavimentato con 36 colonne, la cui dimensione predominante è l'orizzontalità, alleggerito da serliane e nicchie; il secondo invece è rettangolare e non pavimentato con 32 colonne, anticipatore delle linee barocche, la cui dimensione predominante è la verticalità.
Il 21 marzo 1601 viene inaugurato il noviziato con 12 stanze, a cui si accedeva dal primo chiostro, attraverso un portale del 1535 riccamente ornato e dei battenti lignei finemente incisi con otto figure di santi, oggi conservato a Palermo presso la Chiesa della Magione. Tra il 1623 e il 1627 viene eretto il campanile a cura dell'abate Vittorio da Napoli. Varie date, a partire dal 1670, sono incise sulle pietre della cantonata esterna ad oriente, dal basamento fino alla sommità della Chiesa. Nel 1757 fu completata la Chiesa che, per tradizione, venne realizzata "sui cartoni del famoso architetto napoletano Luigi Vanvitelli", tesi che però non è stata mai confortata dai documenti.
Magnifico il portale tardo cinquecentesco d'ingresso all'abbazia, che presenta un movimento dell'architrave che prende spunto dalla michelangiolesca Porta Pia a Roma dello stesso periodo. Il culmine dei camminamenti porticati dei chiostri è il cosiddetto Scalone Reale, molto teatrale nella sua composizione ma severo al tempo stesso, presenta anche questo una spiccata spinta verticale, attenuata da due volumi balconati che fiancheggiano la scala vera e propria. Alla sua base una fontana settecentesca in marmo bianco e grigio permetteva ai monaci di lavarsi le mani prima del pasto, che si svolgeva nel limitrofo Refettorio, il cui portale classicista, in tre marmi, viene movimentato da un timpano spezzato.
Il Refettorio viene realizzato nel 1644 per volontà dell'abate Leonardo Ragusa. È un ampio salone di oltre 300 m², dominato da un affresco sul fondo che rappresenta la moltiplicazione dei pani e dei pesci (datato 1609) e da riquadri in finti marmi ai lati; mentre sopra la porta d'ingresso vi è una tela raffigurante l'Assunzione al cielo della Vergine Maria. L'ambiente è illuminato sul lato sud da un doppio ordine di finestre che permette al sole di riscaldare l'ambiente anche nei freddi mesi invernali e che fa della luce l'elemento dominante del fastoso salone. Una grande nicchia sul lato ovest permetteva ad uno dei commensali di leggere le sacre scritture durante i pasti mentre l'eco delle sue parole raggiungeva anche l'ultimo dei monaci vicino alla porta d'ingresso.
Il piano dei chiostri era chiaramente un'area di rappresentanza che sul lato Ovest presenta una teoria di sale più o meno piccole, affrescate e stuccate, una piccola sala da pranzo (per le alte sfere del monastero e gli ospiti illustri) anch'essa riccamente ornata con stucchi e pitture murali. Sul lato sud del medesimo piano vi è la cucina e gli ambienti di servizio al Refettorio. Al piano superiore il dormitorio, con settanta celle, e la grande biblioteca affacciano su altissime gallerie a croce latina (la più lunga di 108 m) illuminate da finestre tonde, poste a circa 10 m di altezza, che permettono alla luce del sole nelle diverse ore diurne di scandire il tempo e di dare plasticità agli immensi spazi. I punti di fuga di questi straordinari corridoi sono dei grandi finestroni posti all'estremità. Portali, cornicioni, lesene e capitelli sono decorati con finti marmi di vario colore (dal più antico di colore verde scuro, al rosa del '700, al più severo bianco dell'800) e da un ocra dorato che cattura la luce e ne definisce i contorni. Anche le porte del monastero rispondono ad una rigida regola barocca: di colore verde sono le porte che si aprono su spazi interni; di colore rosso quelle che si aprono all'esterno e su spazi porticati.

## Dai benedettini agli agostiniani

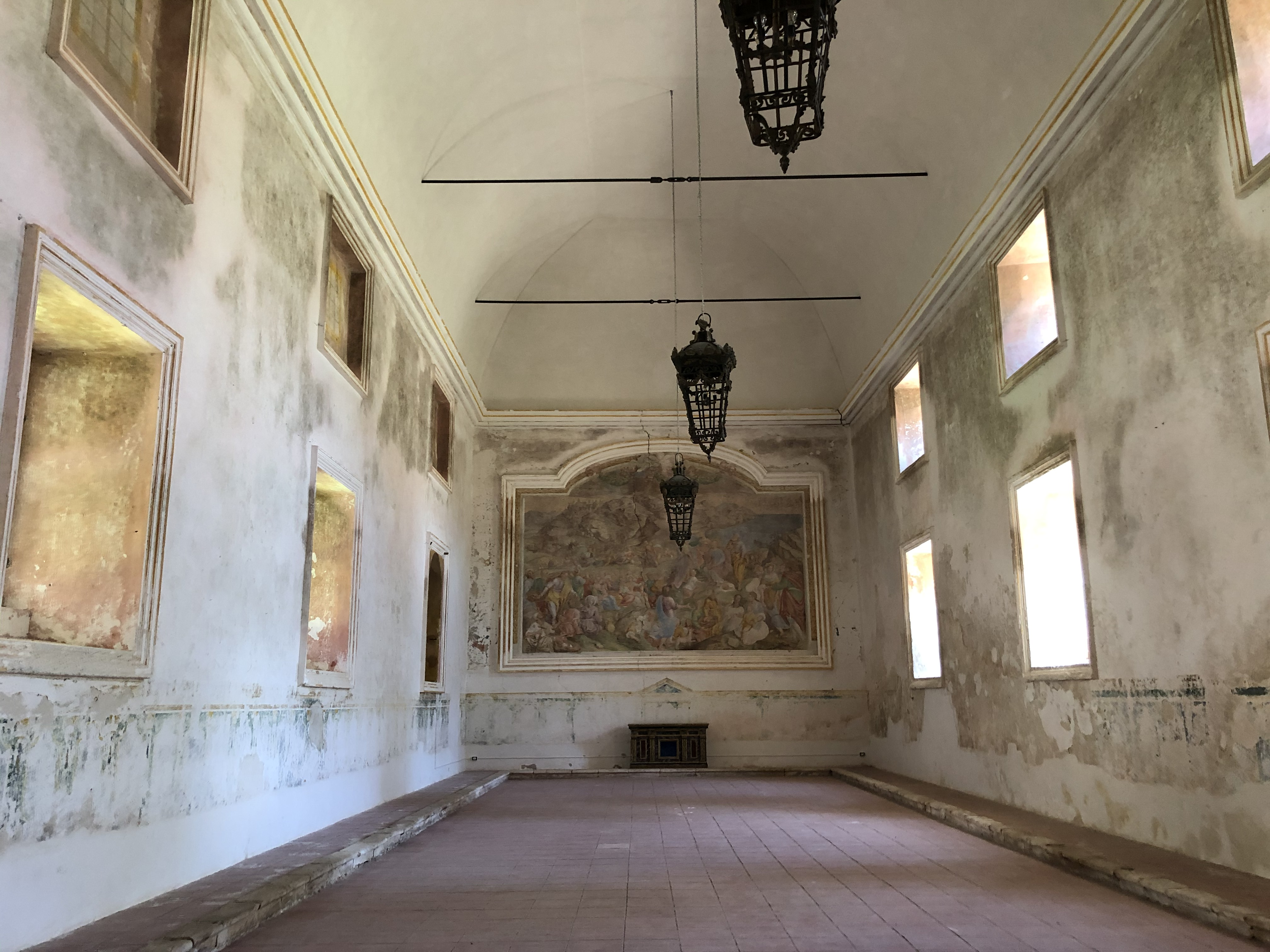
Refettorio

Nel 1784 con dispaccio reale i monaci olivetani furono espulsi dal monastero, in seguito all'ispezione ordinata dal viceré Domenico Caracciolo, impregnato della cultura illuministica europea volta a laicizzare la società. Tuttavia, dieci anni dopo, viene fatta richiesta da parte degli abitanti del circondario di affidare l'Abbazia ad un'altra comunità religiosa. Saranno gli Agostiniani eremiti della Congregazione di Santa Maria, guidati da Fra Salvatore Maria Caccamo, superiore del convento agostiniano della Consolazione di Palermo, ad abitare l'antica abbazia e a ricevere nel 1808 dal Re Ferdinando IV tutti i feudi del monastero, soppressi dal Caracciolo. Gli agostiniani inizieranno dei restauri alla fabbrica della Chiesa e la arricchiranno di tele e di opere d'arte, oggi custodite presso il Dormitorio dell'antico monastero benedettino di Monreale. Con la presenza degli agostiniani il 28 agosto, festa liturgica di Sant'Agostino, diventa una data nella quale, ancora oggi, tanti fedeli giungono in pellegrinaggio all'Abbazia per partecipare alla celebrazione eucaristica.
Con la soppressione delle corporazioni religiose, a seguito delle leggi eversive del 7 luglio 1866, e l'incameramento dei beni ecclesiastici da parte dello Stato Italiano, viene soppresso anche l'antico monastero di Santa Maria del Bosco, che viene messo all'asta. Il 15 giugno 1867 Antonino Ferrantelli di Contessa Entellina acquista il lotto del fabbricato, ad eccezione della Chiesa e della rettoria, amministrata dal Fondo per il Culto, oggi Fondo Edifici di Culto (F.E.C.) della Prefettura di Palermo, organo del Ministero dell'Interno. Alla morte del Ferrantelli, non avendo figli, la proprietà passerà per 1/3 alla moglie, la baronessa Camilla Rocchetti, e per 2/3 al nipote cav. Guglielmo Inglese.
Gli agostiniani continueranno ad abitare nella rettoria, corrispondente all'ala del monastero adiacente alla Chiesa, ovvero negli appartamenti dell'abate di Santa Maria del Bosco, fino al 1932 quando, per mancanza di religiosi viene richiesta alla Congregazioni per i Religiosi la chiusura del Convento di Santa Maria del Bosco. L'8 agosto gli Agostiniani lasciano l'abbazia, che viene amministrata sin da allora dall'Arcidiocesi di Monreale. Il 2 novembre 1932 con Decreto della Sacra Congregazione Concistoriale l'Arcivescovo pro tempore di Monreale, è nominato Abate titolare di Santa Maria del Bosco di Calatamauro. Il primo abate titolare sarà l'arcivescovo mons. Ernesto Eugenio Filippi. Il 14 agosto 1933 il cav. Ernesto Moretti, ispettore provinciale del Fondo per il Culto, consegna i locali della Chiesa e della rettoria. Nel 1934 l'arcivescovo destina i locali al Seminario arcivescovile di Monreale, come Seminario estivo.
Con lettera del 19 dicembre 2003 la Conferenza Episcopale Italiana indirizza una lettera al FEC della Prefettura di Palermo, in cui attesta che l'Abbazia di Santa Maria del Bosco resta affidata all'Arcidiocesi di Monreale, nonostante il territorio di Contessa Entellina sia passato nel 1960 sotto la giurisdizione dell'Eparchia di Piana degli Albanesi.

## Il crollo della Chiesa

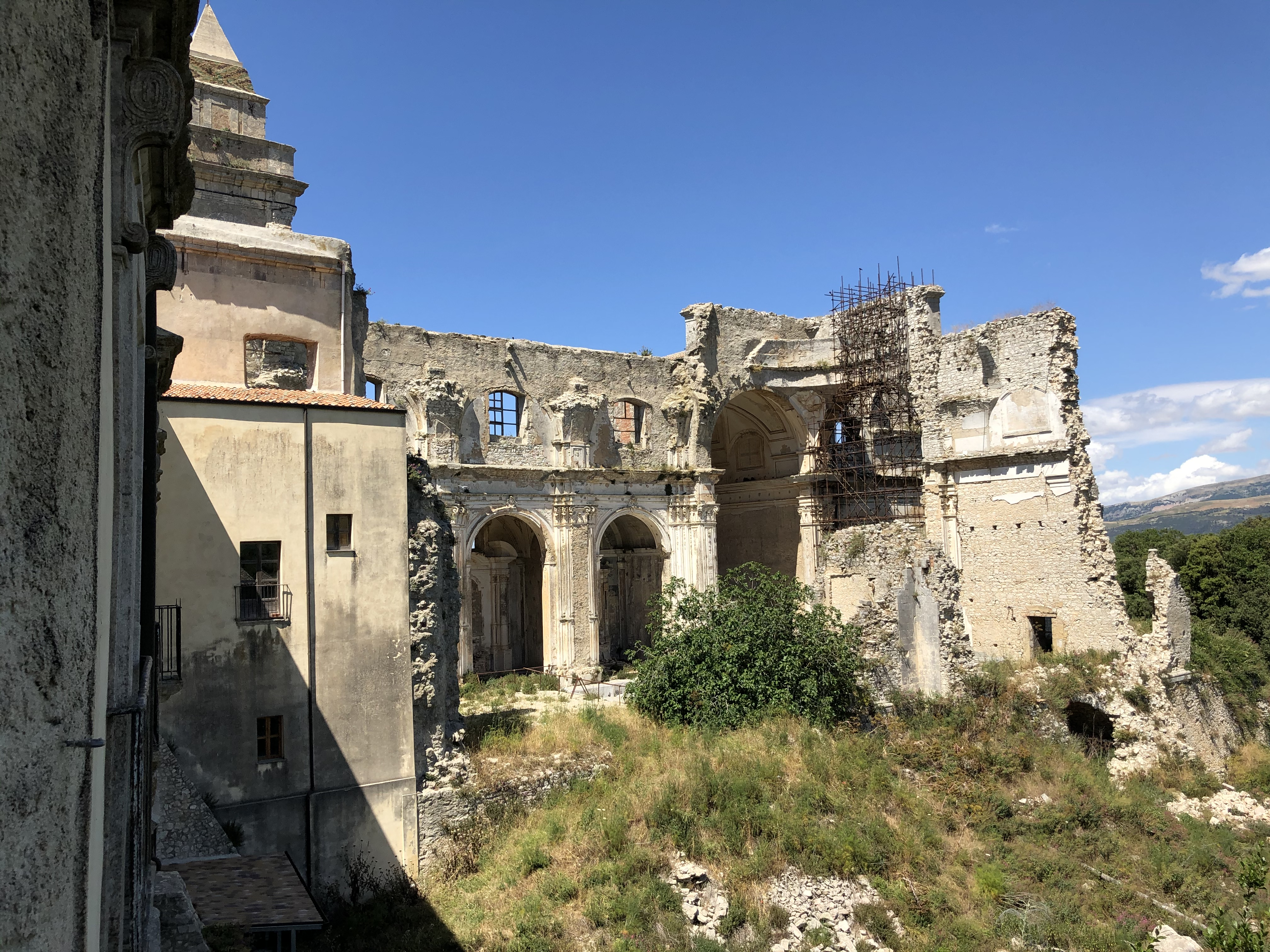
Parti crollate della chiesa

Il 9 febbraio 1887 un fulmine si abbatte sul campanile della Chiesa e distrugge la cuspide e il cornicione.
A seguito del terremoto del Belice del 1968 si indebolisce il lato meridionale della Chiesa, che nel 1971-72 subirà vari crolli, anche per i non tempestivi interventi civili ed ecclesiastici, fino a danneggiarla irrimediabilmente. Nei decenni successivi alcuni importanti convegni hanno cercato di recuperare la memoria storica dell'abbazia, ipotizzando e progettando forme concrete per restaurare la Chiesa.
Nel 2009 sono stati collaudati i lavori di restauro e di consolidamento sui locali della rettoria, con un progetto dell'Arcidiocesi di Monreale, finanziato dallo Stato, grazie alla tenacia e all'interessamento di mons. Saverio Ferina. Nonostante tutto, l'integrità del complesso si è conservata e l'abbazia rimane un esempio unico e straordinario di architettura benedettina e olivetana in Italia.

## Opere

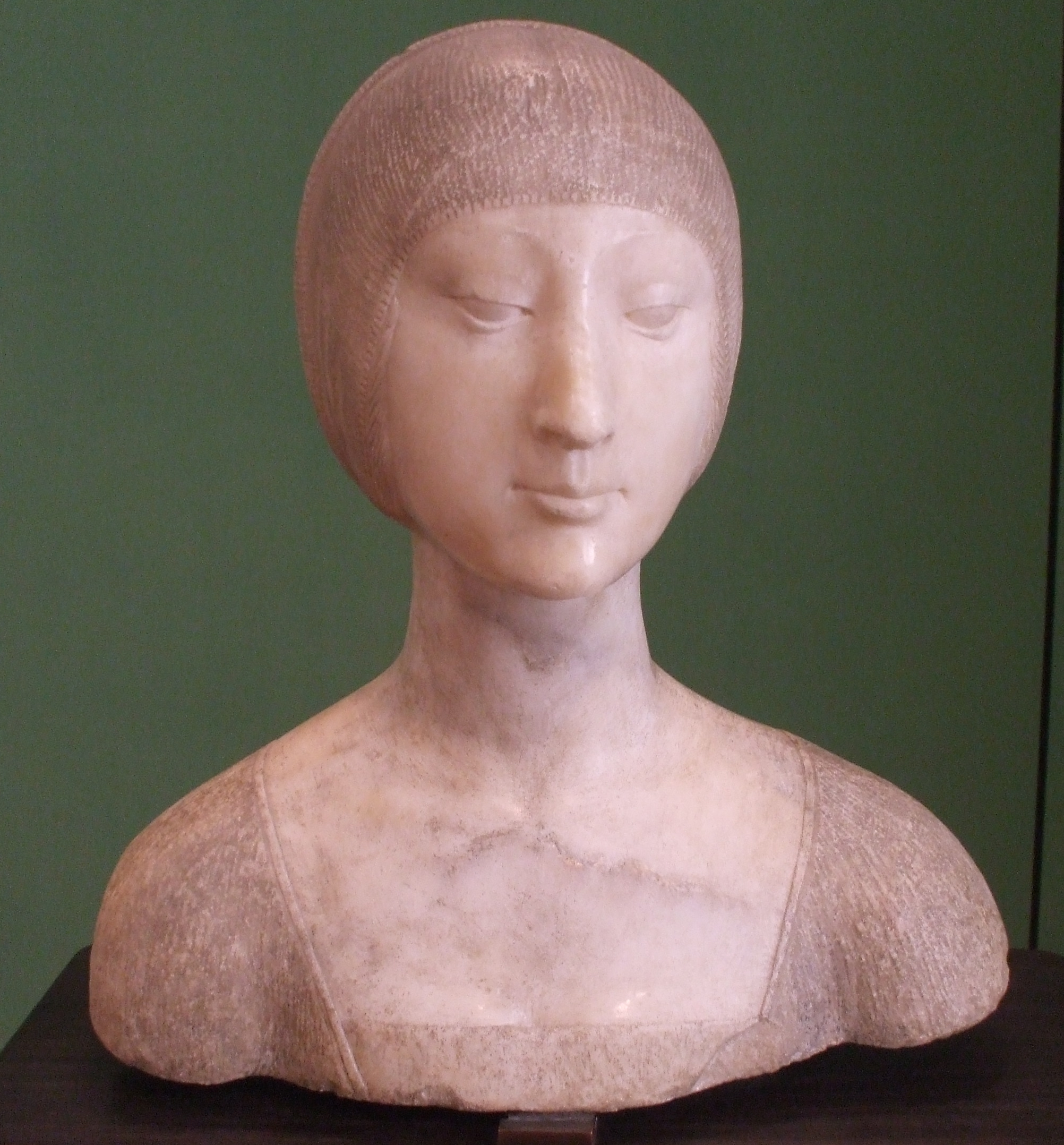
Ritratto di Eleonora D'Aragona del Laurana

Il Tabulario custodito nella biblioteca del monastero è stato trasferito presso l'Archivio di Stato di Palermo; mentre il fondo librario antico si trova presso la biblioteca comunale di Contessa Entellina.
Le numerose opere d'arte, come il busto dell'infanta Eleonora d'Aragona, opera di Francesco Laurana, si trovano a Palazzo Abatellis di Palermo; le tele e altri bellissimi manufatti sono invece conservati a Monreale, presso il Dormitorio dei benedettini, il Seminario arcivescovile e il Museo Diocesano.
Custoditi nel Museo diocesano di Monreale nell'esposizione di frammenti e manufatti marmorei dell'ingresso:
- XV secolo Madonna col Bambino altrimenti detta Madonna del Bosco medaglione in terracotta invetriata, opera attribuita a Andrea della Robbia originariamente ubicata nell'ultima cappella a sinistra della navata, oggi custodita nella Sala del Rinascimento.
- XVI secolo, Lavabo da sacrestia in marmo;
- XVIII secolo, Paliotto d'altare, manufatto in marmi policromi;
- 1773, Lastra tombale in marmi mischi con lo stemma degli olivetani.
- XVIII secolo, Paliotto con raffigurazione di scene della Resurrezione di Cristo, opera attribuita a Gaspare Firriolo e custodita nella Cappella Neoclassica.